# Llangwyryfon
Llangwyryfon est un village et une communauté du Ceredigion, au pays de Galles.

## Géographie
Llangwyryfon est situé dans le centre du Ceredigion, à une vingtaine de kilomètres au sud de la ville d'Aberystwyth.
La communauté comprend également le hameau de Trefenter (cy).

## Démographie
La communauté de Llangwyryfon comptait 596 habitants au recensement de 2011.